# Martellidendron kariangense
Martellidendron kariangense là một loài thực vật có hoa trong họ Dứa dại. Loài này được (Huynh) Callm. mô tả khoa học đầu tiên năm 2003.